# Norwegian International 1971
Die Norwegian International 1971 im Badminton fanden vom 13. bis zum 14. November 1971 im Bygdöyhus in Oslo statt.

## Sieger und Platzierte
| Disziplin    | Gold                           | Silber                           | Bronze                           |
| ------------ | ------------------------------ | -------------------------------- | -------------------------------- |
| Herreneinzel | Svend Pri                      | Erland Kops                      | Kurt Johnsson                    |
| Herreneinzel | Svend Pri                      | Erland Kops                      | Sture Johnsson                   |
| Dameneinzel  | Eva Twedberg                   | Lene Køppen                      | Pernille Kaagaard                |
| Dameneinzel  | Eva Twedberg                   | Lene Køppen                      | Lotte Berend                     |
| Herrendoppel | Kurt Johnsson Thomas Kihlström | Sture Johnsson Bengt Fröman      | Hans Sperre Harald Nettli        |
| Herrendoppel | Kurt Johnsson Thomas Kihlström | Sture Johnsson Bengt Fröman      | Erland Kops Svend Pri            |
| Damendoppel  | Lene Køppen Pernille Kaagaard  | Annie Bøg Jørgensen Lotte Berend | Kari Histøl Eva Twedberg         |
| Damendoppel  | Lene Køppen Pernille Kaagaard  | Annie Bøg Jørgensen Lotte Berend | Karin Lindquist Anette Börjesson |
| Mixed        | Gert Perneklo Eva Twedberg     | Erland Kops Lene Køppen          | Sture Johnsson Pernille Kaagaard |
| Mixed        | Gert Perneklo Eva Twedberg     | Erland Kops Lene Køppen          | Bengt Fröman Karin Lindquist     |

## Finalergebnisse
| Disziplin    | Sieger                         | Finalist                         | Ergebnis          |
| ------------ | ------------------------------ | -------------------------------- | ----------------- |
| Herreneinzel | Svend Pri                      | Erland Kops                      | 15:10, 15:10      |
| Dameneinzel  | Eva Twedberg                   | Lene Køppen                      | 11:5, 11:2        |
| Herrendoppel | Kurt Johnsson Thomas Kihlström | Sture Johnsson Bengt Fröman      | 15:12, 15:9       |
| Damendoppel  | Lene Køppen Pernille Kaagaard  | Annie Bøg Jørgensen Lotte Berend | 15:5, 15:6        |
| Mixed        | Gert Perneklo Eva Twedberg     | Erland Kops Lene Køppen          | 3:15, 15:5, 15:10 |